# 태경BK
태경BK(영어: Taekyung BK)는 대한민국의 석회 제품 기업이다.